# In a Mirror, Darkly
"In a Mirror, Darkly" é um episódio em duas partes, o décimo oitavo e décimo nono, da quarta temporada da série de ficção científica estadunidense Star Trek: Enterprise. São o 94º e 95º episódios gerais da série e foram exibidos pela primeira vez nos Estados Unidos pela UPN em 22 e 29 de abril de 2005. Foi escrito por Mike Sussman, com James L. Conway tendo dirigido a primeira parte e Marvin V. Rush a segunda. Enterprise se passa no século XXII e acompanha as aventuras da nave estelar Enterprise. Entretanto, este episódio se passa no Universo Espelho, povoado por contrapartes malignas dos personagens normais, com a história acompanhando a Enterprise enquanto tenta roubar uma poderosa nave vinda do futuro.
"In a Mirror, Darkly" foi concebido inicialmente como uma história para mostrar a criação do Universo Espelho e como um modo de trazer o ator William Shatner, intérprete de James T. Kirk em Star Trek: The Original Series, para uma participação especial em Enterprise. Negociações com Shatner fracassaram e assim a ideia evoluiu para uma sequência do episódio "The Tholian Web" de The Original Series. A equipe recriou quase inteiramente uma ponte de comando da época de The Original Series, bem como outros cenários, objetos e figurinos da época. Imagens do filme Star Trek: First Contact foram reusadas e uma nova sequência de créditos principais foi criada para reforçar que este episódio se passava em um universo alternativo.
As duas partes do episódio tiveram audiências baixas, registrando ambos um índice Nielsen de apenas dois durante suas primeiras exibições, o que colocou a UPN apenas como o quinto canal mais assistido nos Estados Unidos no horário. Por outro lado, foi muito bem recebido pela crítica especializada, que elogiou a ambientação do Universo Espelho e as recriações dos cenários de The Original Series. Entretanto, alguns críticos acharam que teria sido melhor uma histórica única em vez de em duas partes. Entre os atores da série, "In a Mirror, Darkly" teve uma recepção dividida, com alguns considerando seu favorito e outros criticando a premissa. Foi indicado ao Prêmio Emmy do Primetime de Melhores Penteados para uma Série.

## Enredo

### Parte I
O comandante Jonathan Archer ouve rumores sobre uma nova tecnologia adquirida pelos tolianos, sugerindo ao capitão Maximilian Forrest da ISS Enterprise que eles deveriam roubá-la. Forrest se recusa a seguir a sugestão e os dois discutem, com Forrest sendo posteriormente emboscado por soldados liderados por Archer e preso. Este assume o comando e, depois de torturar um piloto toliano em busca de informações, ordena que a Enterprise siga para o espaço toliano. Archer também manda que a tenente Hoshi Sato informe a Frota Estelar sobre as intenções deles de roubarem tecnologia toliana.
A comandante T'Pol liberta Forrest e retoma a nave, porém Archer bloqueia a navegação para impedir uma mudança de curso. Ele é torturado por Forrest, mas libertado quando a Frota Estelar concorda com seus planos. Archer revela que os tolianos adquiriram a USS Defiant, uma nave estelar de um futuro alternativo, que possui uma tecnologia e poder de fogo muito mais avançados que a Enterprise. Ao chegarem onde a Defiant está, Archer e uma equipe avançada entram na nave e começam a ligá-la. Os tolianos atacam e prendem a Enterprise em uma rede de energia. A tripulação abandona a nave, mas Forrest escolhe ficar para trás e morre quando a Enterprise é destruída.

### Parte II
Os tolianos criam uma rede para tentar impedir a Defiant de sair, porém sua energia interna é restaurada e ela consegue destruir naves inimigas suficientes para escapar. Sobreviventes da Enterprise também são resgatados. A tripulação pouco depois descobre que um gorn chamado Slar sabotou a nave, assim Archer, em busca de fama e glória, lidera uma equipe que mata o gorn. O motor de dobra é consertado e a Defiant viajar no espaço e se encontra com a ISS Avenger, chegando bem em tempo de salvá-la de um ataque de rebeldes. O almirante Black da Avenger sobe a bordo e é morto por Archer depois de se recusar a nomeá-lo como comandante da Defiant.
Archer discursa para a tripulação e afirma que eles deveriam tentar um golpe contra a Frota Estelar e o Império Terrestre. T'Pol e Soval, agora o comandante da Avenger, contemplam o futuro de espécies alienígenas sob o jugo do império e convencem o doutor Phlox a ajudá-los a sabotar a Defiant. Phlox, como o único alienígena ainda a bordo, consegue incapacitar os sistemas da nave. Soval ataca a Defiant, mas o comandante Trip Tucker consegue incapacitar Phlox e restaurar a energia, permitindo que a Defiant destrua a Avenger. Archer celebra sua vitória, mas é envenenado e morto por Sato. A Defiant chega na Terra e Sato exige a rendição do planeta, se autodeclarando "Imperatriz".

## Produção

### Desenvolvimento
O casal de roteiristas Judith e Garfield Reeves-Stevens sugeriram a ideia de retornar ao Universo Espelho em Star Trek: Enterprise. No episódio "Mirror, Mirror" de Star Trek: The Original Series, o chamado "campo tântalo" foi usado em várias ocasiões de maneira a parecer um desintegrador. Os Reeves-Stevens sugeriram que poderia ser explicado que o campo, em vez de matar suas vítimas, na verdade as teletransportava para uma colônia penal no universo principal. A tripulação da Enterprise encontraria a colônia e um homem chamado Tiberius, que seria interpretado pelo ator William Shatner. Tiberius tentaria usar o teletransporte da Enterprise para voltar ao seu universo, mas descobriria que ele ainda não tinha divergido do universo principal. O episódio exploraria a criação do Universo Espelho pelas ações de Tiberius e do capitão Jonathan Archer.
A ideia foi apresentada a Shatner, que tinha antes trabalhado com os Reeves-Stevens em vários romances de Star Trek, e também aos produtores Manny Coto, Brannon Braga e Rick Berman. Este último já tinha recebido uma ideia apresentada pelo roteirista Mike Sussman que teria Shatner interpretando um ancestral do capitão James T. Kirk, seu personagem em The Original Series, que seria o chef de cozinha na Enterprise. Esta ideia também foi apresentada a Shatner, mas as negociações fracassaram.
Sussman então começou a desenvolver um roteiro que, no lugar de Tiberius, tinha a USS Defiant do episódio "The Tholian Web" de The Original Series sendo levada de volta no tempo. Foi decidido que a história seria uma sequência de "The Tholian Web" e também uma prequência de "Mirror, Mirror". Sussman escreveu o roteiro das duas partes, enquanto Coto contribuiu com a história da segunda metade. Foi decidido que toda a história se passaria no Universo Espelho para manter "Mirror, Mirror"  como o primeiro contato entre os dois universos. O Universo Espelho é povoado por contrapartes malignas dos personagens do universo normal. Sussman anteriormente tinha tentado usar a Defiant no episódio "Future Tense" da segunda temporada, mas limitações de orçamento e questões de enredo forçaram o uso de uma nave nunca antes vista.

### Direção de arte

O cenário da ponte da Defiant

O diretor de arte Herman Zimmerman supervisionou a construção de três quartos do cenário da ponte de comando da Defiant. Foi a primeira vez que um cenário da ponte de uma nave estelar da época de The Original Series foi construído nessa escala desde o fim da série em 1969. O ilustrador Doug Drexler se envolveu no projeto, tendo anteriormente trabalhado na pesquisa para a recriação de cenários de The Original Series no episódio "Trials and Tribble-ations" de Star Trek: Deep Space Nine. Outros projetistas que se envolveram foram Anna Packard, Michael Okuda e James Van Over. A construção em si foi obra de Tom Arp e sua equipe.
A ponte da USS Enterprise original tinha sido recriada duas vezes desde o fim de The Original Series. No episódio "Relics" de Star Trek: The Next Generation, apenas o console de engenharia foi reconstruído, com a cadeira do capitão e o console de navegação tendo sido alugados de um fã, enquanto o resto foi inserido digitalmente. Cenários incompletos também foram recriados para "Trials and Tribble-ations", mas não a ponte, pois os atores foram inseridos digitalmente em imagens de The Original Series.
Outros cenários da Defiant também foram recriados, como um tubo Jeffries, a sala de recreação, os aposentos do capitão e a sala de reuniões. Uniformes de The Original Series foram fabricados e usados por alguns membros do elenco de Enterprise; a equipe de produção criou uma insígnia de uniforme única para a Defiant sob a crença errônea que cada nave estelar da época de The Original Series tinha uma insígnia própria e diferente. O ator Scott Bakula vestiu uma túnica verde semelhante a uma usada por Shatner em vários episódios, enquanto Connor Trinneer, Dominic Keating e Anthony Montgomery todos usaram vestes vermelhas, já a atriz Jolene Blalock usou uma minissaia azul. Os uniformes normais da série Enterprise foram alterados, com aqueles usados pelas tripulantes mulheres tendo uma parte removida para deixar suas barrigas à mostra.
Objetos de cena de The Original Series foram criados para "In a Mirror, Darkly". Os cenários da Enterprise foram reutilizados na segunda parte para representar a ISS Defiant. Tanto o toliano quanto o gorn foram criados usando computação gráfica, com o gorn especificamente precisando de um ator usando um traje de rastreamento para servir de referência para os animadores. O coordenador de dublês Vince Deadrick Jr. usou o traje nas cenas que precisavam de movimento, enquanto David Anderson usou o traje em planos estáticos. Uma nova sequência de créditos principais foi criada e usou imagens tiradas de outras produções da Paramount Pictures, como o filme The Hunt for Red October.

### Elenco e filmagens
"In a Mirror, Darkly" marcou o retorno de Vaughn Armstrong como capitão Maximilian Forest, cujo personagem normal almirante Maxwell Forest tinha sido morto em "The Forge". Armstrong e Bakula brincaram sobre o personagem morrer duas vezes na mesma temporada. Armstrong também comentou a relação de Forest com Sato no Universo Espelho: "em 25 anos [de carreira], eu nunca fiquei com a garota, mas eu volto aqui e eu fico com a garota! É ótimo!". Gary Graham retornou como o vulcano Soval, que no Universo Espelho é um oficial de ciências na Avenger em vez de um embaixador. Soval tem cavanhaque em referência ao Spock espelho de "Mirror, Mirror". Outros atores incluem Gregory Itzin, que já tinha aparecido em Enterprise como um vulcano no episódio "Shadows of P'Jem" e feito aparições também em Deep Space Nine e Star Trek: Voyager, e Derek Magyar como Kelby, sua terceira aparição como o personagem depois de "Affliction" e "Bound". Sussman fez uma ponta como um tripulante morto da Defiant.
A primeira parte de "In a Mirror, Darkly" foi dirigida por James L. Conway, que anteriormente já tinha dirigido vários episódios de Star Trek incluindo "Shattered Mirror" de Deep Space Nine, outro episódio cujo enredo envolve o Universo Espelho. A segunda parte foi dirigida por Marvin V. Rush, diretor de fotografia de longa data da franquia Star Trek e que já tinha trabalhado com Conway várias vezes, assim estava familiarizado com seu estilo de direção. Rush observou o que fora feito na primeira parte a fim de se preparar para o segundo episódio, querendo que suas imagens combinassem com o que fora feito antes e que não fosse óbvio para os telespectadores que os diretores foram diferentes. A notícia de que Enterprise fora cancelada pela emissora UPN e terminaria ao final da quarta temporada foi anunciada durante o sexto dia de filmagens para o episódio.
A sequência de abertura da primeira parte reusa imagens do filme Star Trek: First Contact, em que Zefram Cochrane faz o primeiro contato da humanidade com os vulcanos. Os atores James Cromwell e Cully Fredricksen, os intérpretes originais de Cromwell e do vulcano nessa cena, aceitaram o salário mínimo do Sindicato dos Atores para que suas imagens aparecem no episódio. Zimmerman tinha guardado a parte inferior da nave vulcana, usando-a para as novas cenas de "In a Mirror, Darkly". Enterprise era filmada digitalmente, porém as novas cenas misturadas com as imagens de First Contact foram filmadas em película para que combinassem com a cena original.

## Repercussão

### Audiência
A primeira parte de "In a Mirror, Darkly" foi exibida nos Estados Unidos pela primeira vez na UPN em 22 de abril de 2005. Foi o episódio de Star Trek de número setecentos exibido na televisão. Teve uma audiência de dois por cento e uma participação de três por cento para as idades entre dezoito e 49 anos, significando que foi assistido por dois por cento de todas as residências e três por cento daquelas que estavam vendo televisão no horário. Estes números deixaram a UPN em quinto lugar dentre as grandes emissoras no horário, na frente da The WB. Foi a única vez durante o horário nobre que a UPN ficou na frente da The WB. A segunda parte foi ao ar em 29 de abril. Os números de audiência foram similares, registrando uma audiência de dois por cento e uma participação de quatro por cento, novamente deixando a UPN na frente da The WB.

### Crítica
David Bianculli do New York Daily News afirmou que as duas partes de "In a Mirror, Darkly" eram "as melhores horas de Enterprise até agora", também dizendo que "O maior deleite deste episódio, porém, é sua capacidade de surpreender – e fazer isso não apenas diante da história de [Star Trek], mas com um senso de hurmor". Bianculli também comentou que os episódios eram tão divertidos que "caso tivesse adotado esta atitude desde o início, Enterprise provavelmente ainda estaria voando em missões na próxima temporada". A IGN, avaliando apenas a primeira parte, escreveu que o episódio poderia ser considerado um "artifício, mas é um artifício que funciona quase perfeitamente e não deve ser perdido", elogiando a cena de abertura do primeiro contato entre humanos e vulcanos, os créditos iniciais refeitos e a aparição da Defiant. A resenha da publicação também comentou que "Francamente, o universo visto neste episódio é mais interessante do que aquele que nos foi enfiado goela a baixo pelas primeiras três temporadas da série".
Michelle Erica Green da TrekToday disse que sua parte favorita foi a sequência de créditos, descrita como "divertida e descontraída de uma forma distorcida", porém achou que os últimos episódios de Enterprise deveriam ter se concentrado na tripulação normal da série. Ela também achou que segunda parte "esticou demais uma ideia inteligente" e que apenas um único episódio de uma hora no Universo Espelho teria feito mais sentido em termos de ritmo e para Enterprise como um todo. Jamahl Epsicokhan da Jammer's Reviews descreveu a primeira parte como uma "história em quadrinhos maligna" e "Chamar este episódio de exagerado seria um eufemismo". Ele gostou das recriações dos cenários da Defiant na segunda parte, mas comentou que o episódio "vai tão longe que volta e se chuta na própria bunda. É exagerado e muito bobo".
Sussman considerou as duas partes de "In a Mirror, Darkly" como seus episódios favoritos dentre aqueles que trabalhou em Star Trek, afirmando que "Eu sabia enquanto os escrevia que eles quase certamente seriam os últimos episódios que eu escreveria para esta versão em particular de Star Trek, então eu realmente aproveitei a experiência". "In a Mirror, Darkly" também foi citado como o favorito de Bakula e Linda Park, a intérprete de Sato. Park inclusive creditou este episódio como tendo demonstrado que ela era capaz de interpretar personagens mais fortes, algo que possibilitou que a atriz conquistasse outros papéis depois do fim da série. Por outro lado, Trinneer e John Billingsley, este intérprete de Phlox, foram mais críticos; o primeiro achou o episódio "bajulador", enquanto o segundo que era "apenas efeito e sem objetivo" e "um tanto metalinguístico demais".
Laura Connolly, Roma Goddard e Michael Moore foram indicados ao Prêmio Emmy do Primetime de Melhores Penteados para uma Série por "In a Mirror, Darkly".

## Mídia caseira
"In a Mirror, Darkly" foi lançado em DVD nos Estados Unidos em 1º de novembro de 2005 como parte da coleção da quarta temporada. A coleção incluía um documentário de quinze minutos sobre a produção do episódio, uma faixa de comentários em texto de Michael e Denise Okuda e uma faixa de comentários em áudio para as duas partes com Sussman e Tim Gaskill. Esta última faixa tinha sido anteriormente disponibilizada no website oficial de Star Trek, em que Gaskill era o diretor editorial. Foi depois incluído na coleção Star Trek: Fan Collective – Alternate Realities em DVD, lançada em 16 de setembro de 2008 e que tinha vários episódios de realidade alternativa de todas as séries de Star Trek produzidas até então. O episódio foi lançado em Blu-ray em 1º de abril de 2014 como parte da coleção da quarta temporada. As duas faixas de comentários da edição em DVD foram reincluídas, bem como uma nova faixa de comentários em áudio para a primeira parte com Conway, Sussman e os Okuda.